# Azaprocin
Azaprocin ist ein opioides Analgetikum, welches etwa zehnmal so potent ist wie Morphin und einen schnellen Eintritt der Wirkung sowie eine kurze Wirkungszeit hat. Es wurde 1963 entdeckt, aber nie vermarktet. Jedoch ist für eine strukturverwandte Verbindung (Analogon), das Bucinnazin (AP-237), die Verwendung in China gegen Schmerzen bei Krebs beschrieben.